# Christian Petru
Christian Andreas Petru (* 14. Juni 1983 in Wien, Österreich) ist ein österreichischer Sänger und Schauspieler, der 2008 durch das Star-Tagebuch von Super RTL bekannt wurde.

## Karriere
Petru begann bereits Songs zu schreiben, als er noch im Schulchor sang. Nach der Matura wurde Petru gegen den Willen seiner Eltern an der Musicalschule von Wien aufgenommen und studierte dort drei Jahre lang Gesang, Tanz und Schauspiel. Da er Sänger werden wollte, schickte er eine Bewerbung an seinen heutigen Produzenten Christian Geller, von dem er einen Plattenvertrag erhielt.
Am 16. Mai 2008 wurde bei edel Music Petrus erstes Album Ich will Spaß mit Coverversionen von NDW-Songs veröffentlicht. Als Gast war Alina von der Band beFour bei dem Lied Kleine Taschenlampe brenn’ vertreten. Dieses wurde auch als Single ausgekoppelt und belegte in Deutschland Platz 39 und in Österreich Platz 23 der Hitparade. Das Album erreichte in Deutschland Platz 23, in der Schweiz Platz 27 und in Österreich Platz neun.

## Diskografie

### Studioalben
- 2008: Ich will Spaß
- 2009: Sternenklar

### Singles
- 2008: Kleine Taschenlampe brenn’

### Videoalben
- 2008: Das Star-Tagebuch mit beFour